# Färlöv
Färlöv ist ein Ort (tätort) in der Gemeinde Kristianstad in der schwedischen Provinz Skåne län und der historischen Provinz Schonen.
Färlöv hat zwei Kirchen; die eine befindet sich im Ort, die andere (Araslövs kyrka) außerhalb. Die im Ort befindliche romanische Färlövs kyrka stammt aus dem 12. Jahrhundert, die Malereien kamen im 15. Jahrhundert hinzu. Außerdem gibt es eine Bibliothek und ein Bürgerhaus (Birgers Lusthus).

## Archäologische Funde
Heute wird auf Grund besonderer Funde, die in der Umgebung gemacht wurden, angenommen, dass Färlöv während der Eisenzeit ein lokales Machtzentrum war. 1996 wurden Kriegergräber aus der frühen Eisenzeit (etwa 2. Jahrhundert n. Chr.) ausgegraben, bei denen sich ein bronzener Kessel fand. Es wurde herausgefunden, dass dies ein Import aus dem Römischen Reich war. Im Kessel fanden sich verbrannte Knochen zweier Männer mit für die Zeit typischen Waffenbeigaben.

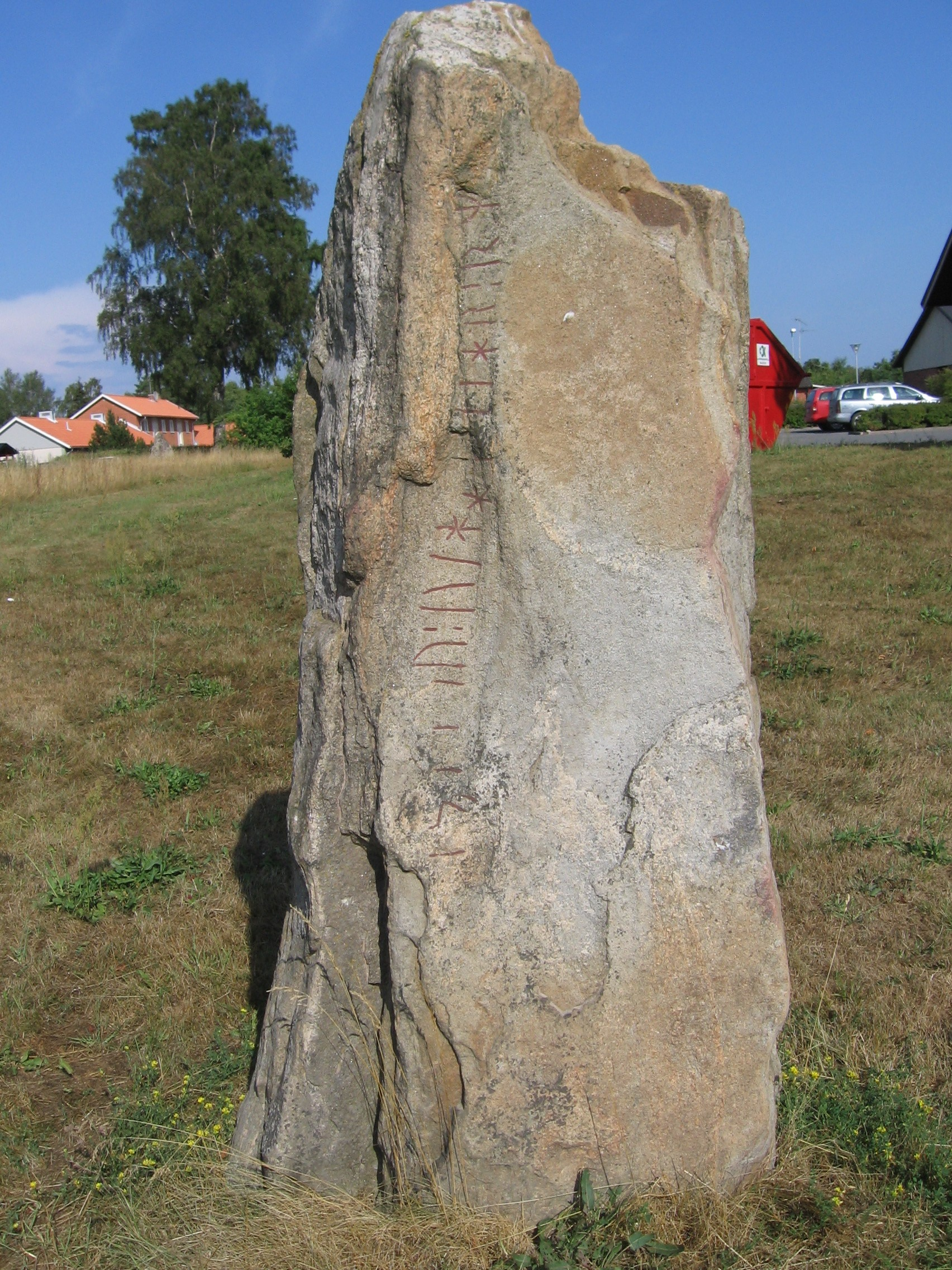
Runenstein nahe Färlöv aus der Zeit um 650–900 n. Chr.

1997 wurde nahe Färlöv ein Runenstein gefunden, dessen Inschrift bis heute wegen des schlechten Zustands noch nicht vollständig entziffert werden konnte. Aufgrund der Beschaffenheit der Runen konnte man den Stein in die Epoche des Übergangs vom älteren zum jüngeren Futhark (altnordisches Runensystem) datieren, also etwa in die Zeit von 650 bis 900 n. Chr. Der Stein ist Teil eines größeren Gräberfeldes, das jedoch heute größtenteils nicht mehr erhalten ist bzw. unter der Erde liegt. Noch Carl von Linné fand 1749 während seiner Reise durch Schonen imposante Überreste dieses Gräberfeldes vor. Hier wurden auch Überreste von sieben Schiffssetzungen gefunden, von denen eine zu den größten jemals in Skandinavien gefundenen gehört. Die Länge dieser Schiffssetzung betrug 80 Meter, die Breite 18 Meter. Beide Setzungen stammen aus dem 8. oder 9. Jahrhundert, also aus der Zeit der Wikinger.